# Markus Büttiker
Markus Büttiker (* 18. Juli 1950 in Wolfwil, Kanton Solothurn; † 4. Oktober 2013 in Collonge-Bellerive, Kanton Genf) war ein Schweizer Physiker.
1974 erwarb Büttiker an der ETH Zürich sein Diplom in theoretischer Physik. 1978 wurde er an der Universität Basel promoviert. Dann war er ein Jahr lang Assistent bei H. Thomas am physikalischen Institut der Universität Basel. Anschließend war er bis 1981 Post-Doktorand am IBM Thomas J. Watson Research Center und arbeitete zusammen mit Rolf Landauer. Von 1981 bis 1994 war er ebendort wissenschaftlicher Mitarbeiter der Forschungsabteilung. 1987 erhielt er zusammen mit Yoseph Imry, Rolf Landauer und Alfred Douglas Stone den IBM-Preis für herausragende technische Leistungen für die Vorhersage des Aharonov-Bohm-Effekts in kleinen (Normal-)Leitern, zwei Jahre später denselben Preis „for the multi-terminal formulation of the Quantum Hall effect and the prediction of simultaneously quantized longitudinal resistances and Hall resistances“. 1990 wurde er Fellow der American Physical Society. Seit 1994 war er Professor für theoretische Physik an der Universität Genf, seit 1998 auch Direktor der dortigen Abteilung für theoretische Physik.
Büttiker lieferte wichtige Beiträge zur mesoskopischen Halbleiterphysik. Die Landauer-Büttiker-Theorie ist nach Rolf Landauer und ihm benannt.

## Werke
- Dynamical aspects in voltage-controlled current instabilities. Dissertation, Basel 1978
- mehr als 200 Veröffentlichungen in wissenschaftlichen Zeitschriften